# Општина Нисторешти (Вранча)
Нисторешти (рум. Nistoreşti) општина је у Румунији у округу Вранча.
Oпштина се налази на надморској висини од 497 m.